# Glenn Gould
Glenn Gould Herbert (25 tháng 9 năm 1932 - 4 tháng 10 năm 1982) là nghệ sĩ dương cầm người Canada và cũng là một trong những nghệ sĩ piano cổ điển nổi tiếng nhất thế kỷ 20. Ông đặc biệt nổi tiếng như một người chuyển soạn các tác phẩm piano của Johann Sebastian Bach. Cách chơi đàn của ông được phân biệt bởi trình độ kỹ thuật vượt trội và khả năng trình bày rõ kết cấu đa âm nhạc của Bach. Sau thời niên thiếu của mình, Gould không chơi các bản nhạc lãng mạn của Liszt, Schumann, và Chopin. Các tiết mục của Gould rất đa dạng, bao gồm các tác phẩm của Beethoven, Mozart, Haydn, Brahms, nhà soạn nhạc trước Baroque như Jan Pieterszoon Sweelinck, và các nhà soạn nhạc thế kỷ 20 như Paul Hindemith, Arnold Schoenberg và Richard Strauss. Gould đã nổi tiếng với sự lập dị từ cách diễn giải âm nhạc không chính thống của mình và phong cách vào bàn phím đến các khía cạnh của cuộc sống của mình và hành vi cá nhân. Ông dừng các buổi hòa nhạc ở tuổi 31 để tập trung vào phòng thu và các dự án khác. Gould là nghệ sĩ dương cầm đầu tiên ghi âm tất cả các bản piano của Liszt và các bản giao hưởng của Beethoven (bắt đầu với dàn nhạc giao hưởng thứ năm, vào năm 1967).
Gould cũng được biết đến như một nhà văn, nhà soạn nhạc, nhà báo và chỉ đạo ở đài truyền hình. Ông đóng góp một năng suất lớn cho các tạp chí âm nhạc, trong đó ông đã thảo luận lý thuyết và đưa ra triết lý âm nhạc riêng của mình. Sự nghiệp như một nhà soạn nhạc ít phân biệt. Ông đã có nhiều dự án bị bỏ dở. Có bằng chứng cho thấy, đã có ông sống ngoài 50, ông có ý định từ bỏ piano và dành phần còn lại của sự nghiệp của mình để tiến hành các dự án khác. Như làm ở một đài truyền hình, Gould sẽ có một cuộc sống rất thoải mái. Thu nhập của ông là từ truyền hình và đài phát thanh phát sóng các buổi biểu diễn ở studio, phim tài liệu về cuộc sống ở nơi hoang dã Canada.